# Eleonore Hedevig von Plessen
Eleonore Hedevig von Plessen, gift Rantzau (15. december 1708 – 31. maj 1770) var en dansk adelsdame.
Hun var datter af datter af gehejmeråd Christian Ludvig von Plessen og ægtede 10. maj 1726 gehejmeråd Christian Rantzau. Af hendes fader fik Rantzau 1740 Odden og Stensbæk godser i Jylland, hvilke han dog 1743 igen afhændede.
Hun blev Dame de l'union parfaite i 1750.